# Melbourne United
Melbourne United est un club australien de basket-ball basé dans la ville de Melbourne. Il s'agit de l'autre club de Melbourne, avec les South Dragons, à évoluer en National Basketball League, le plus haut niveau en Australie.

## Historique

Logo de 1984 à 2005
Logo de 2005 à 2012
Logo de 2012 à 2014

## Palmarès
- National Basketball League : 1993, 1997, 2006, 2008, 2018, 2021

## Entraîneurs successifs
- 1984-2005 :  Lindsay Gaze
- 2005-2011 :  Al Westover
- 2011 : / Darryl McDonald
- 2011-2012 :  Trevor Gleeson
- 2012-oct. 2014 :  Chris Anstey
- Oct. 2014-2015 : / Darryl McDonald
- 2015-2017 :  Dean Demopoulos
- 2017- :  Dean Vickerman

## Joueurs célèbres ou marquants
- Andrew Gaze
- Mark Bradtke
- Chris Goulding
- Chris Anstey
- Julius Hodge
- T. J. Campbell
- Scooter Barry
- David Andersen